# Zwingen
Zwingen (toponimo tedesco) è un comune svizzero di 2 274 abitanti del Canton Basilea Campagna, nel distretto di Laufen.

## Storia
Fino al 1993 fece parte del Canton Berna.

## Monumenti e luoghi d'interesse

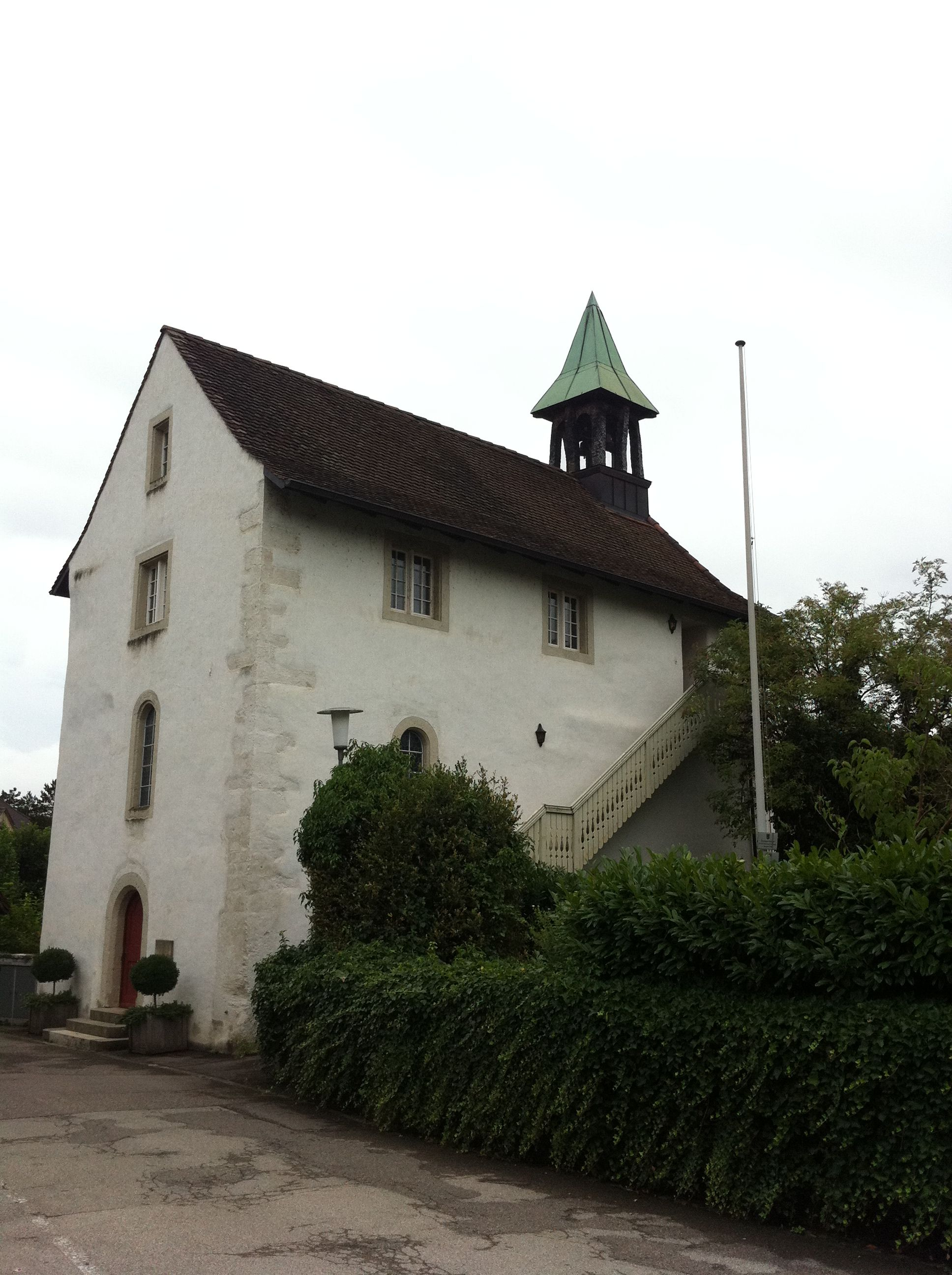
La chiesa cattolica di Sant'Osvaldo

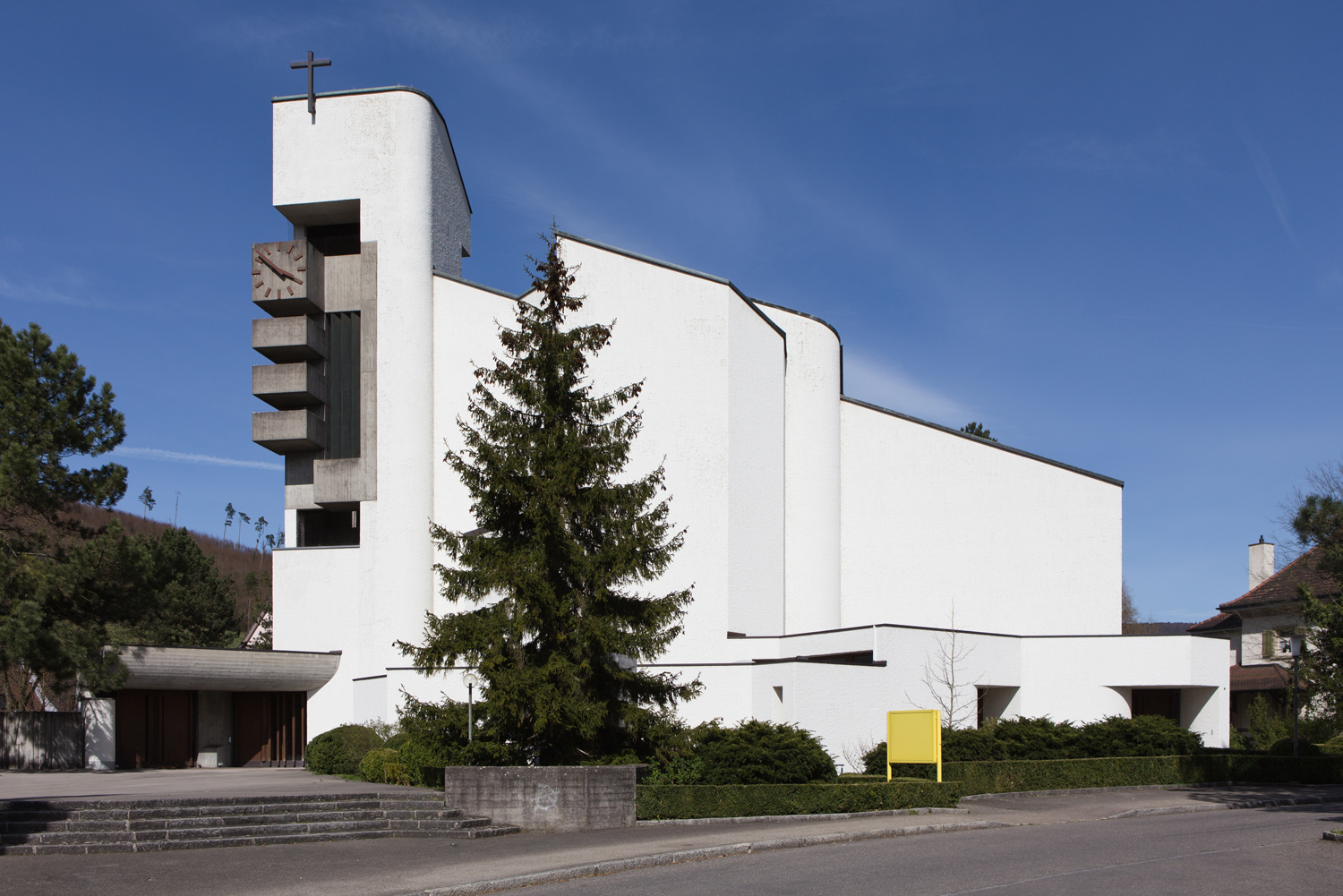
La chiesa cattolica di Nostra Signora

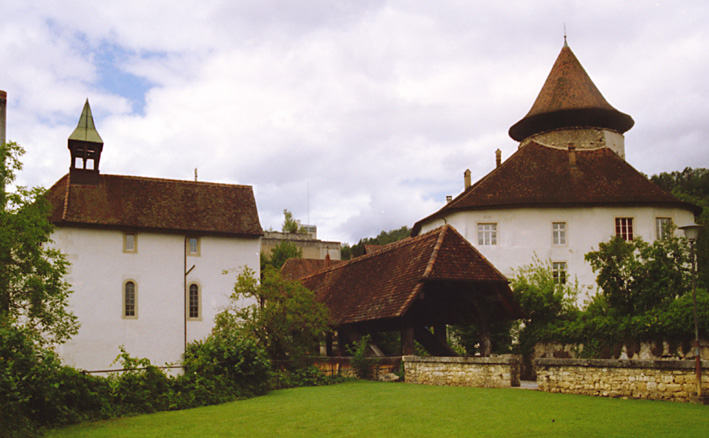
Il castello di Zwingen

- Chiesa cattolica di Sant'Osvaldo, attestata dal 1359 e ricostruita nel 1714-1715[1];
- Chiesa cattolica di Nostra Signora, eretta nel 1906 e ricostruita nel 1968-1969[1];
- Castello di Zwingen, eretto nel XIII secolo e ampliato nel XVI e nel XVII secolo[1].

## Società

### Evoluzione demografica
L'evoluzione demografica è riportata nella seguente tabella:
Abitanti censiti

## Infrastrutture e trasporti
Zwingen è servito dall'omonima stazione sulla ferrovia Basilea-Bienne.

## Amministrazione
Ogni famiglia originaria del luogo fa parte del cosiddetto comune patriziale e ha la responsabilità della manutenzione di ogni bene ricadente all'interno dei confini del comune.